# コビントン郡 (ミシシッピ州)
コビントン郡（英: Covington County）は、アメリカ合衆国ミシシッピ州の南部に位置する郡である。2010年国勢調査での人口は19,568人であり、2000年の19,407人から0.8%増加した。郡庁所在地はコリンズ市（人口2,586人）であり、同郡で人口最大の都市でもある。郡名はアメリカ陸軍の士官でアメリカ合衆国下院議員を務めたレナード・コビントンに因んで名付けられた。

## 歴史
コビントン郡は、ミシシッピが州に昇格してから2年も経たない1819年1月5日に設立された。州東部にある耕作が行われていない広大な土地の中から最初に創られた郡の1つである。当初ローレンス郡とウェイン郡の一部を合わせて作られ、現在では西のジェファーソンデイビス郡や東のジョーンズ郡となっている領域にも広がっていた。
1823年、郡の一部がベインブリッジ郡になった。これは米英戦争の海軍英雄ウィリアム・ベインブリッジに因んだ可能性が強い。翌1824年、ミシシッピ州議会がベインブリッジ郡を解消し、コビントン郡に戻した。

## 地理
アメリカ合衆国国勢調査局に拠れば、郡域全面積は414.94|平方マイル (1,074.7 km2)であり、このうち陸地413.79平方マイル (1,071.7 km2)、水域は1.15平方マイル (3.0 km2)で水域率は0.28%である。

### 主要高規格道路
- アメリカ国道49号線
- アメリカ国道84号線

郡内には南北方向と東西方向の双方に4車線の高規格道路が通っている。アメリカ国道49号線が南北方向の道路であり、郡内3つの町を通り、郡の動脈になっている。通常ミシシッピのメインストリートと呼ばれ、ジャクソン、ガルフポート、ハッティズバーグという州内三大都市を結び、他にもウィギンス、マギー、クリントン、ヤズーシティ各市を通っている。
アメリカ国道84号線は郡内を東西に横切り、コリンズ市を通っている。ローレル、ブルックヘイブン、ナチェズなど中規模都市とコビントン郡を結んでいる。

### 地方道
2車線の地方道の体系がコビントン郡を通り、大都市や小さな町を繋いでいる。コリンズのメインストリートは州道184号線（旧84号線）であり、セミナリーのメインストリートは州道590号線である。
- ミシシッピ州道35号線、マウントオリーブ、マイズ、ローリーを通る
- ミシシッピ州道37号線、コリンズからテイラーズビルまで
- ミシシッピ州道184号線、コリンズ市
- ミシシッピ州道588号線、コリンズからエリスビルまで
- ミシシッピ州道598号線、サンフォード
- ミシシッピ州道589号線、セミナリー、サムロール、パービス
- ミシシッピ州道590号線、セミナリーからエリスビルまで
- ミシシッピ州道532号線、マウントオリーブからホープウェルまで
- ミシシッピ州道535号線、セミナリーからコリンズまで

### 隣接する郡
- スミス郡 - 北
- ジョーンズ郡 - 東
- フォレスト郡 - 南東
- ラマー郡 - 南
- ジェファーソンデイビス郡 - 西
- シンプソン郡 - 北西

## 人口動態
以下は2000年の国勢調査による人口統計データである。（　）内に2010年国勢調査のデータを示す。
| 基礎データ - 人口: 19,407人 (19,568人) - 世帯数: 7,126世帯 - 家族数: 5,280 家族 - 人口密度: 18人/km2（47人/mi2） - 住居数: 8,083軒 - 住居密度: 8軒/km2（20軒/mi2） 人種別人口構成 - 白人: 63.42% (62.7%) - アフリカン・アメリカン: 35.61% (34.7%) - ネイティブ・アメリカン: 0.13% (0.1%) - アジア人: 0.12% (0.2%) - 太平洋諸島系: 0.02% - その他の人種: 0.15% - 混血: 0.56% (0.7%) - ヒスパニック・ラテン系: 0.80% (1.9%) 先祖による構成 - イギリス系：56.2% - アフリカ系：36% - スコットランド・アイルランド系：7.1% | 年齢別人口構成 - 18歳未満: 28.8% - 18-24歳: 9.6% - 25-44歳: 27.3% - 45-64歳: 21.2% - 65歳以上: 13.0% (15.1%) - 年齢の中央値: 34歳 (38歳) - 性比（女性100人あたり男性の人口） - 総人口: 92.6 (94.6) - 18歳以上: 90.4 世帯と家族（対世帯数） - 18歳未満の子供がいる: 36.6% - 結婚・同居している夫婦: 51.5% (47.1%) - 未婚・離婚・死別女性が世帯主: 17.2% (18.1%) - 非家族世帯: 25.9% (29.7%) - 単身世帯: 23.6% - 65歳以上の老人1人暮らし: 10.7% - 平均構成人数 - 世帯: 2.68人 (2.60人) - 家族: 3.16人 (3.14人) | 収入と家計 - 収入の中央値 - 世帯: 26,669米ドル - 家族: 31,264米ドル - 性別 - 男性: 26,611米ドル - 女性: 18,371米ドル - 人口1人あたり収入: 14,506米ドル - 貧困線以下 - 対人口: 23.5% - 対家族数: 18.7% - 18歳未満: 31.6% - 65歳以上: 20.3% |

## 政治
| 年     | 共和党        | 民主党        | その他     |
| ------ | ------------- | ------------- | ---------- |
| 2012年 | 57.8% (5,405) | 41.5% (3,878) | 0.7% (65)  |
| 2008年 | 58.4% (5,523) | 40.7% (3,852) | 0.9% (86)  |
| 2004年 | 61.1% (5,044) | 38.3% (3,158) | 0.6% (50)  |
| 2000年 | 60.8% (4,180) | 38.1% (2,623) | 1.1% (78)  |
| 1996年 | 51.1% (3,219) | 41.7% (2,628) | 7.2% (458) |
| 1992年 | 50.4% (3,525) | 39.7% (2,775) | 9.9% (696) |

### 国政
大統領選挙では、少なくとも最近20年間以上堅い共和党支持の郡である。民主党候補がコビントン郡を制したのは1976年が最後になっている。この年、南部出身のジミー・カーターが300票足らずの差で共和党現職のジェラルド・フォードを制した。連邦議会下院ではミシシッピ州第3選挙区に入り、共和党議員を送り出している。

### 州政
州のレベルでも堅い共和党の地盤である。知事選挙では1995年以来民主党候補が勝っていない。最近の2011年の選挙では州役人8人の内7人まで共和党候補に投票した。州下院では在任期間が最長クラスである民主党議員ジョセフ・L・"ジョー"・ウォーレンを選んだ。郡の小部分2つも民主党議員を選んでいる。州上院では、郡南部がジョイ・フィリガン、郡北部がペリー・リーと、どちらも共和党員議員を選んだ。

### 地方の政治
地方レベルでは、連邦や州とは反対に民主党優勢である。郡全体で選ばれる6人の役人の全てが民主党員である。これは郡政委員5人も同様である。

## 観光

### オカトマ川
オカトマ川は郡内を北から南に曲がりくねって流れ、3つの町を通り、南郡境の南でブーイ川に注いでいる。アメリカ合衆国東南部から毎年数千人の観光客が訪れ、セミナリーからサンフォードまでカヌーやカヤックを楽しんでいる。オカトマ川ポストとセミナリー・カヌーレンタルがカヌーとカヤックの貸し出しを行い、川沿いの宿泊施設も運営している。南部では常に最良の川下りの場所に選定されている。

### ミッチェル農園
ミッチェル農園はコリンズの直ぐ東にあり、州南部ではトップクラスの農園観光地である。家族連れや学校の遠足でこの農園を訪れ、またパンプキンパッチ、鄙びた丸太小屋と農家、トウモロコシの迷路、ヒマワリ畑など家族向けの活動を楽しんでいる。州のピーナッツ祭は、ハーベスト・キングとクイーンのコンペ、5km競走と競歩、屋台、子供向け活動があり、毎年10月に開催されて、数千人の観衆を呼んでいる。

### グランドパラダイス・ウォーターパーク
コリンズ市のグランドパラダイスは広さ7エーカー (28,000 m2）のウォーターパークであり、州内最大級である。夏には多くの入場者を集めている。アトラクションにはレイジーリバー、キャノンボール、パイプラインなどがある。食堂、ロッカー、更衣室、土産店が使える。

## 都市と町

### 都市
- コリンズ - 郡庁所在地

### 町
- マウントオリーブ
- セミナリー

### 未編入の町
- ドライクリーク
- エミネンス
- ホープウェル
- ホットコーヒー
- リーフリバー
- ローンスター
- ラックス
- オーケイヘイ
- オーラ
- ロックヒル
- セイラム
- サンフォード
- サンセット
- ウィリアムズバーグ

## 著名な出身者
- ダナ・アンドリュース、俳優、映画俳優協会の元会長
- スティーブ・マクネア、NFLアメリカンフットボール選手